# Jiří Hejna (malíř)
Jiří Hejna (29. července 1921, Praha – 2. března 2011, Paříž) byl český akademický malíř, ilustrátor a grafik.

## Život
Jiří Hejna pocházel z rodiny truhláře Emanuela Hejny. Jeho starší bratr Václav Hejna byl rovněž malíř. V letech 1941–1945 studoval na Baťově Škole umění ve Zlíně dekorativní malířství pod vedením profesora Karla Hofmana, poté v roce 1945 na Akademii výtvarných umění v Praze a svémalířské vzdělání dokončil roku 1947 na École nationale supérieure des beaux-arts v Paříži. Roku 1946 se stal členem pražské Umělecké besedy.
Svou první autorskou výstavu uskutečnil roku 1947 pod pseudonymem Jiří H. Vojta v Praze v Topičově saloně pod názvem Člověk a město. V té době maloval v duchu magického realismu a abstraktního umění, ale po roce 1948 nesměl své abstraktní obrazy vystavovat. Roku 1955 se stal členem SČUG Hollar a účastnil se jeho výstav doma i v zahraničí. V té době působil též jako ilustrátor. Roku 1964 pracoval na realizaci fresek a sgrafit pro hotel Hvězda v Chebu. V tomto roce byl však uvězněn jeho bratr Václav a Jiřímu Hejnovi se podařilo i se svou ženou Zoe emigrovat do Francie, kde se usadil v Paříži.
V emigraci spolupracoval například jako výtvarník s exilovým nakladatelstvím Konfrontace, ale nejvíce proslul jako autor rozsáhlého abstraktního cyklu Compositions cosmogoniques (Kosmogonické kompozice), čímž se stal svébytným pokračovatelem Františka Kupky. Cyklus vznikal téměř padesát let (od roku 1959) a zahrnuje mnoho set pláten zachycujících chaos i organizovanost vesmírných sil. Každoročně vystavoval na Salonech Nezávislých v Paříži a na autorských výstavách v západní Evropě. Po roce 1989 už téměř nemaloval a nevystavoval, v ústraní ve svém ateliéru v Paříži čekal na uznání ze své bývalé vlasti. Domů se vrátil poprvé a naposled jen na několik dnů v roce 2005, rok poté, co se v Městské galerii ve Vysokém Mýtě konala jeho první výstava od roku 1961.

## Samostatné výstavy
- 1947, Praha, Topičův salon (pod pseudonymem J. H. Vojta); Praha, Divadlo satiry;
- 1956, Beroun, galerie Městské knihovny
- 1957, Prostějov, Městské muzeum; Jilemnice, Městské muzeum
- 1958, Praha, Galerie mladých; katalog s textem Jiřího Padrty
- 1965, Saint-Tropez, Galerie Marcus Durand
- 1966, Nice, Galerie Rouff
- 1967, Paříž, Galerie Claude Degasches
- 1979, Curych, Galerie Krause
- 1981, Paříž, Galerie Sofitel
- 1988, Paříž, Galerie Atlante; Ženeva, Galerie Salammbo
- 2004, Vysoké Mýto, Městská galerie; Olomouc, Galerie Patro – Retrospektiva vesmíru
- 2011, Litomyšl, Městská galerie – Vesmír je jako pták Ohnivák

## Zastoupení ve sbírkách
- Národní galerie v Praze
- Nadace uměleckých sbírek, Praha[4]
- Galerie hlavního města Prahy
- Městská galerie Vysoké Mýto
- La Monnaie, Paříž

## Z knižních ilustrací
- Alexandr Nikolajevič Afanasjev: Létající koráb a jiné pohádky ruského lidu (1951).
- Ran Bosilek: Kolo bulharských pohádek (1960).
- Marie Dušková: Rodiče a děti (1954).
- Bratři Grimmové: Německé pohádky (1961).
- Jiří Horák: Pohádky a písně Lužických Srbů (1959).
- Jiří Kovtun: Zpráva z Lisabonu (1979), – vydáno v exilovém nakladatelství Konfrontace v Curychu.
- Josef Laufer: Padesát let v našem sportu (1957).
- André Laurie: Dědic Robinsonův (1962).
- Antonín Měšťan: Česká literatura 1785–1985 (Toronto, 68 Publishers, 1987).
- Jiří Morava: Exilová léta Karla Havlíčka Borovského (1981) – vydáno v exilovém nakladatelství Konfrontace v Curychu.
- Jan Palouš: Mušketýři s hokejkou (1955).
- Leo Rosten: Pan Kaplan má třídu rád (1979) – vydáno v exilovém nakladatelství Konfrontace v Curychu.
- Vladimír Škutina: Mrtvá babička na střeše automobilu a její záhadné zmizení (1983) – vydáno v exilovém nakladatelství Konfrontace v Curychu.
- Mark Twain: Dobrodružství Toma Sawyera a Huckleberryho Finna (1961).